# J-WAVE GOOD MORNING TOKYO
J-WAVE GOOD MORNING TOKYO（ジェイ・ウェーブ・グッド・モーニング・トウキョウ）は、2002年4月1日から2009年3月31日までJ-WAVEで放送されていたラジオ番組。

## 概要
J-WAVEの朝のワイド番組で、初代ナビゲーターは今やTVでも知られ、J-WAVEの朝の顔となったジョン・カビラ。映画『グッドモーニング, ベトナム』の、ロビン・ウィリアムズ演じるDJエイドリアン・クロンナウアの絶叫に影響を受けたという、「J-WAVE Goooooood morning Tokiooooo!!」のフレーズは有名。放送開始当初はタイムテーブルでの番組紹介で「トースト、コーヒー、ジョン・カビラ」と紹介されていたこともある。2006年10月からはジョン・カビラが長期休養のため降板し、J-WAVEではTOKYO CONCIERGEのナビゲーターを担当していた別所哲也がナビゲーターを務めた。
番組は次番組「BOOM TOWN」のナビゲーターであるクリス智子とクロストークでつなぐためにタイムテーブル上の終了時刻である9:00に番組を終えることはまずなく、1分程度時間がオーバーすることが多い。（ただし、祝日に放送されるJ-WAVE HOLIDAY SPECIALがあるときはクロストークはなく9:00に終了する。）なお、番組は必ず「Have a great day and smile.」（カビラ時代は「Good day and peace.」だった）で終わり、BOOM TOWNのオープニングに入る。（ちなみに以前はDO YOUR SATURDAYとWEEKEND CONNECTIONでも、クロストークをしていた。）
番組名の表記が長いことから各単語の頭文字からJGMTもしくはGMTと略して記載されることもある。全国のコミュニティ配信局でもこの番組はTOKIO HOT 100並に配信されている率が高い番組のひとつである。
2002年4月に放送を開始。以前この枠ではジョン・カビラがナビゲーターを務めていたTOKIO TODAYやTOKIO ONEが放送されていた。開始当初は毎週月曜から金曜の朝6:00スタートの3時間番組でSingin' Clockから入っていたが、2004年4月からは朝7:00スタートとなったためJ-WAVEジングルからの開始となっている。
2008年4月からは放送曜日が月曜から木曜となった。なお金曜は長期休養から復帰したジョン・カビラの〜JK RADIO〜TOKYO UNITEDが放送されている。
2009年3月をもって放送終了したが、後継のJ-WAVE TOKYO MORNING RADIOも引き続き別所がナビゲーターを担当する。

## 放送時間
| 期間    | 期間    | 放送時間（JST）                    |
| ------- | ------- | ---------------------------------- |
| 2002.04 | 2004.03 | 月曜 - 金曜 06:00 - 09:00（180分） |
| 2004.04 | 2008.03 | 月曜 - 金曜 07:00 - 09:00（120分） |
| 2008.04 | 2009.03 | 月曜 - 木曜 07:00 - 09:00（120分） |

## ナビゲーター
- ジョン・カビラ（2002年4月 - 2006年9月）
- 別所哲也（2006年10月 - 2009年3月）

### ジョン・カビラの代理を担当したナビゲーター
- DJ TARO
- 福ノ上達也（カビラが急病の為、2002年8月頃に1日だけ担当）
- 金子奈緒（カビラが休暇の為、2005年7月4日から2週間担当）
- 小宮山雄飛（カビラが休暇の為、2006年1月23日から2日間担当[1]）
- 金子奈緒、高瀬毅（カビラが休暇の為、2006年1月25日から3日間、同年8月14日から1週間担当）
- Sascha（カビラが休暇の為、2006年1月30日から2日間担当）
- ショーンK（カビラが休暇の為、2006年2月1日から2週間担当）

### 別所哲也の代理を担当したナビゲーター
- 望月理恵
- 手島里華（別所の休暇のため、2007年9月3日から2週間担当した。）
- 落合隼亮（2008年11月）
- 仲野博文（2009年1月）

他

## 番組内容

### 別所担当期の主なコーナー
番組終了時点
- 7:01 CLICK ON NEWS
- 7:15 TOKYO DISCOVERY
- 7:16 COURRiER Japon SONG + WORLD TIPS
- 7:35 BERLITZ MORNING EYE
- 7:44 AOHATA MORNING TRACKS
- 7:50 KONICA MINOLTA WHAT'S UP?
- 8:05 MIZUNO SPORTS STADIUM
- 8:11 geogia FOOTBALL BUZZ
- 8:18 MORNING SESSION
- 8:43 ZOJIRUSHI THINK GREEN,GROW GREEN

### カビラ担当期の主なコーナー
2005年10月期
- 7:12 NISSAN MORNING EXPRESS
- 7:16 NIPPON EXPRESS MORNING CLASSICS

クラシックの名曲を毎朝1曲流す。
- 7:30 BERLITZ MORNING EYE

田中穂蓄（元TOKYO FMアナウンサー）、比嘉憲雄（元ニッポン放送アナウンサー）らによるニュースの解説
- 7:44 AOHATA MORNING GROOVE

リスナーの投稿によるダンスミュージックのリミックス
- 7:50 KONICA MINOLTA WHAT'S UP?

リスナーから番組ホームページのBBSに書き込まれたイベント情報を紹介
- 8:07 J.LEAGUE FROM THE PITCH

ジョン・カビラがサッカー好きなこともあって、Jリーグに限らずサッカー日本代表や欧州各国のリーグ、欧州チャンピオンズリーグなどの試合結果やトピックスも紹介する。Podcastでの配信も行われ、繰り返して聞くことができる。
- 8:12 NISSAN MORNING EXPRESS
- 8:17 Starbucks Discoveries MUSIC TO GO
- 8:20 Morning Session

主に海外の気になるニュースの当事者への電話インタビューが行われる。番組ホームページにインタビューの音声ファイルが1ヶ月保存される。また、スタジオでのモーニング・ライブもこのコーナーで行われるようになった。
- 8:43 MIZUNO SPORTS LINE

サッカー以外のスポーツニュースなど

### NISSAN "MORNING EXPRESS"
JGMT放送開始とともに設けられたコーナー。6時台・7時台・8時台に東京近郊から曜日ごとのレポーター（番組ではコミュニケーターと呼ぶ）が、都内の注目スポットを訪れ様子を報告する。
なお、放送開始当初は日本人レポーターが担当し、すべての回がJGMT内での放送であった。2004年4月からの放送開始時間繰り下げ以降、在日外国人レポーターが担当し、6時台はその時間帯の番組内で、7時台・8時台はJGMT内の放送となっていた。
使用した日産車は登場順に、マーチ（オレンジ）、新型キューブ、キューブキュービック、マーチ（キウイグリーン）、ティーダ（ハーベストイエロー）、ラフェスタ（ウォーターブルー）、ウイングロード（キングフィッシャーブルー）など。
以前は日産のテレマティクスサービス「カーウイングス」を使って天気予報やメール機能を活用したこともあり、この頃は「NISSAN CARWINGS "MORNING EXPRESS"」と名乗った。
- 2002年4月 - 2004年4月2日
  - 月曜 岩本三千代
  - 火曜 中願寺香繊
  - 水曜 鈴木若菜
  - 木曜 水田薫
  - 金曜 鈴木まひる

- 2004年4月5日 - 2006年9月29日
  - 月曜 ジリ・ヴァンソン
  - 火曜 マリア・テレサ・ガウ
  - 水曜 マイケル・マカティア
  - 木曜 サヘル
  - 金曜 ベルナール・アッカ（塩コショー）

- そのほか代理を担当したレポーター
  - BOOM TOWNのスターマン（素顔を隠すため星の形のお面で登場）

### オープニング

#### カビラ担当期（6時スタート）
当初は6時と7時の区切りでヘッドラインニュース、東京の天気と「POWER BREAKFAST（7時台はNOW ON LINE）」の内容紹介があったがその前のところで、「J-WAVE Goooooood morning Tokyooooo!!」と入っていた。

6時台とは違い7時台では「Goooooood」に抑揚をつけていた。

#### カビラ担当期（7時スタート）
英語の時間情報が出た後、カビラアナウンスにより、「It's 7.A.M. ○○Morning! J-WAVE Goooooood morning Tokyooooo!!」と入る。○○には英語読みの曜日、「月曜＝Monday」「火曜＝Tuesday」「水曜＝Wednesday」「木曜＝Thursday」「金曜＝Friday」を挿入する。

#### 別所担当期
番組ステッカーなどが流れた後、別所アナウンスにより、「○○ Morning!!」と入る。○○には英語読みの曜日、「月曜＝Monday」「火曜＝Tuesday」「水曜＝Wednesday」「木曜＝Thursday」を挿入する。基本的に曜日読みのday部分およびnin部分を延ばしている。（例）「mondaaaaaay Morniiiiiing!!」
ただし祝日を中心にこの例に倣っていない場合もある。
- 2007年5月4日放送分のオープニングはみどりの日であることから「Fridaaaaaay Morniiiiiing!!」と言わず、川の流れの音をバックに「おはようございます」と挨拶をした。
- 同年7月16日放送分のオープニングは海の日だったことから「Marine daaaaaay Morniiiiiing!!」と言っていた。
- 同年8月28日放送分のオープニングは、「Tuesday Morniiiiiing!!（dayの部分を延ばしていないのと、ninの部分にアクセントがかかっている）」と言っていた。
- 同年11月23日放送分のオープニングは勤労感謝の日であることから「Happy Friday Holiday Morniiiiiing!!」と言っていた。